# Anti Tauro

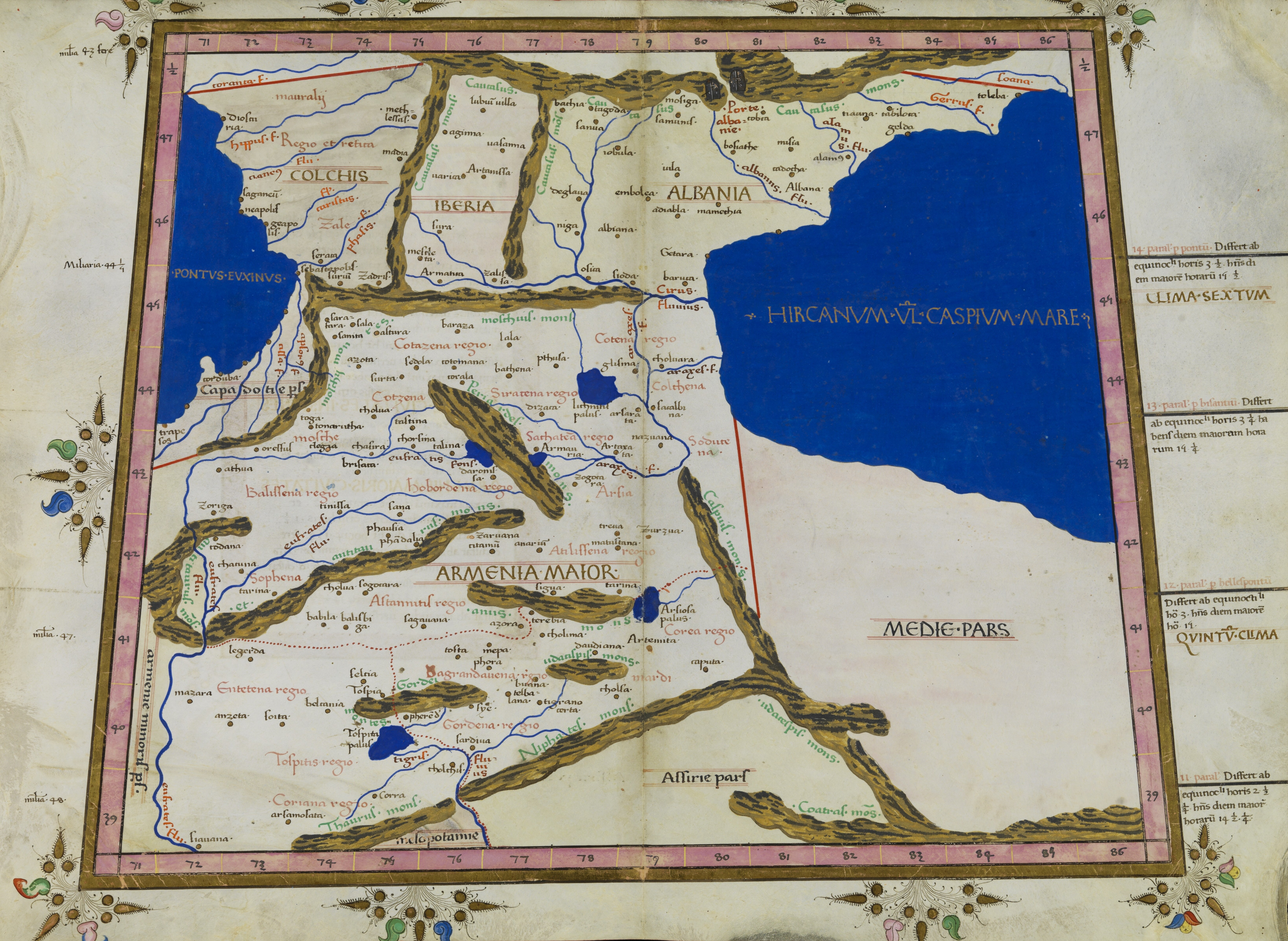

Anti-Tauro (griego: Αντίταυρος, latín: Anti Tauro (ANTITAVRVS), su parte occidental es llamada hoy por los turcos Aladağlar) es la cadena central de las montañas de las tierras altas de Armenia, que se extiende desde el oeste al este a través de Armenia occidental paralela a Tauro oriental. El Anti-Tauro consta de dos partes, occidental y oriental. En el oeste, el Anti-Tauro parte al norte de los montes de Cilicia, y pasando por el centro de la meseta armenia termina en el este con las cumbres de Ararat. El punto más alto del Anti-Tauro es el Monte Ararat, que, además, es el pico más alto de las Tierras Altas de Armenia y de toda Turquía, y también la montaña más alta del mundo desde el pie hasta la corona (en relación con la llanura), la altura del cono sobre el nivel del mar es de 5165 metros y la distancia desde la base hasta la parte superior 4365 metros.

## Clima de Anti-Tauro
Además, el Anti-Tauro oriental divide las tierras altas de Armenia en dos zonas climáticas. La zona de clima seco del sur de las montañas Tauride y la zona de clima húmedo del norte de Transcaucasia occidental.

## En geografía histórica y etnografía política
Estrabón dijo sobre el Anti-Tauro Occidental, que habiendo subido a sus cumbres se pueden observar ambos mares (Mediterráneo y Negro) bañando la península de Asia Menor.

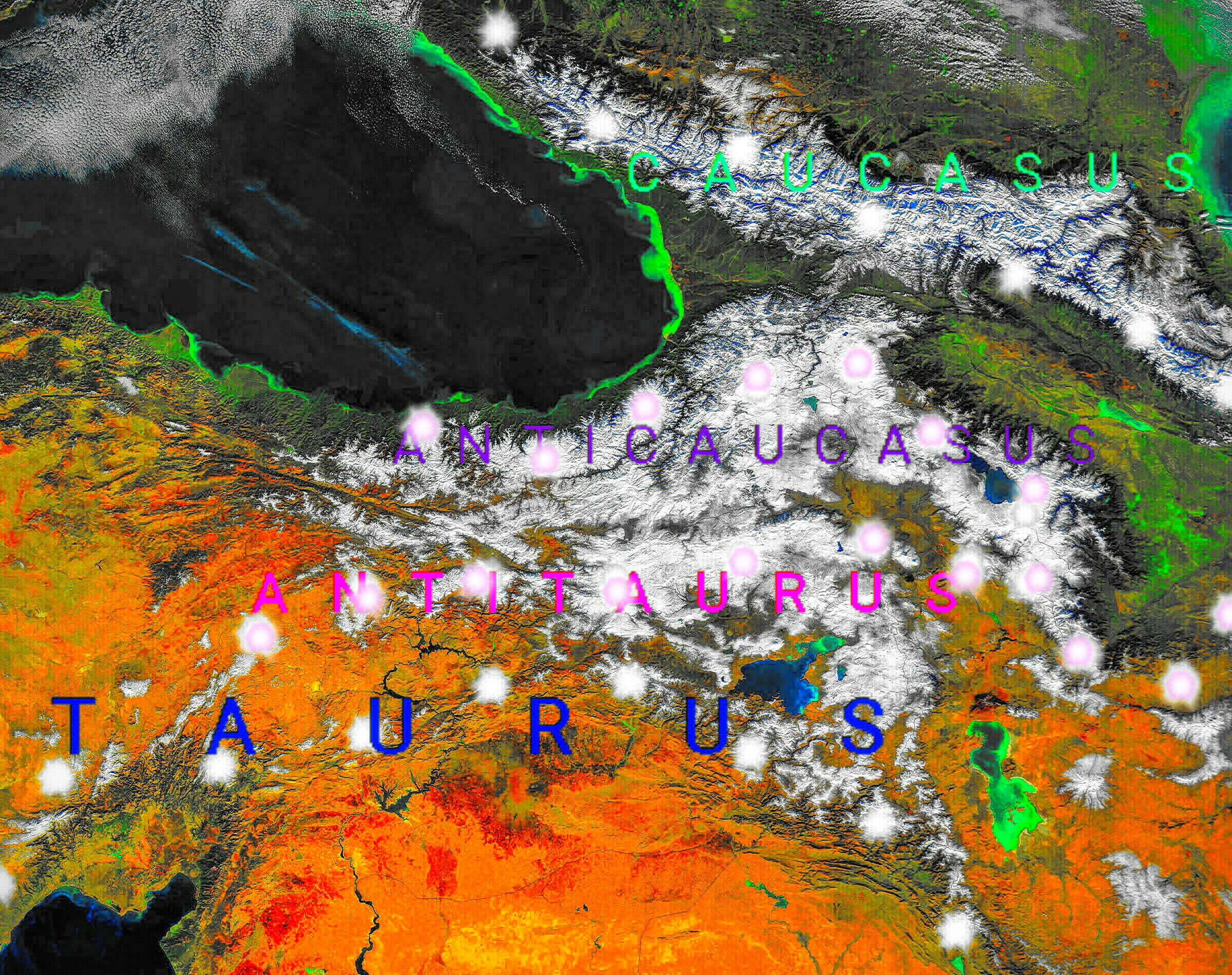

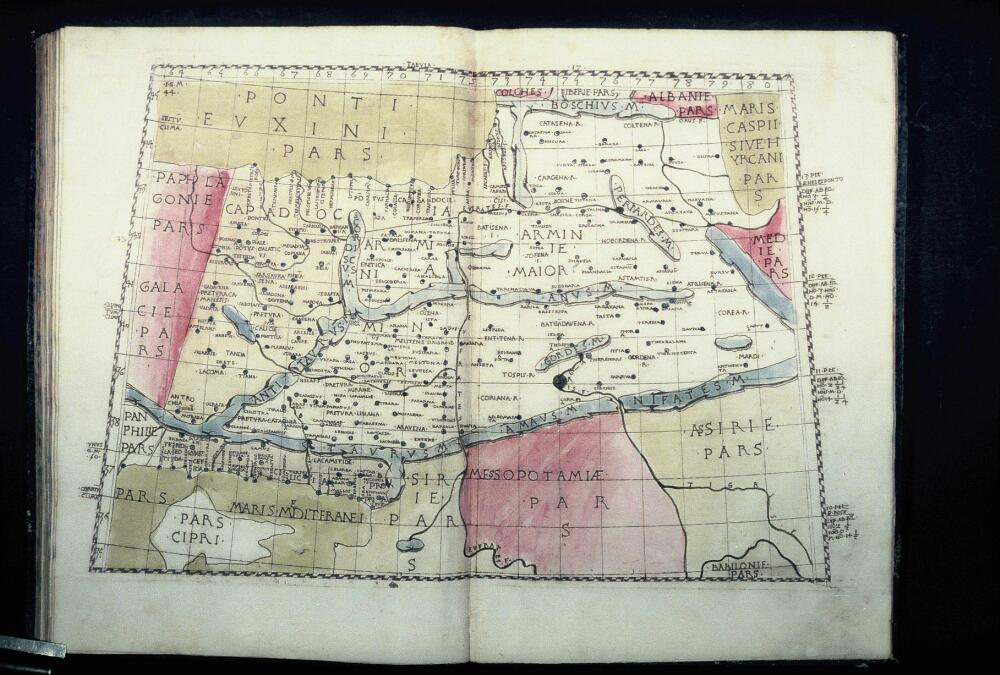

Hasta 1915, la vertiente norte del Anti-Tauro fue una de las principales áreas de concentración de la población armenia en la Armenia turca (occidental).
